# Demografia da Inglaterra

Densidade populacional da Inglaterra em 2011.

A Inglaterra, com os seus 56 milhões de habitantes, dos quais cerca de um décimo pertencem a grupos étnicos não-brancos, é a nação com a maior e etnicamente mais diversificada população de todo o Reino Unido.

## Etnias
A demografia foi constituída pela imigracão ao longo de milénios. As principais ondas de migração foram: em 600 a.C. (Celtas), o período romano (guarnições de soldados vindos de todas as partes do império), 350-550 (Anglos, Saxões, Jutos (da Jutlândia, actual Dinamarca), 800-900 (viquingues, Dinamarqueses), 1066 (Normandos), 1650-1750 (refugiados europeus e Huguenotes), 1880-1940 (Judeus), 1950-1985 (Caribenhos, Africanos, Sul-Asiáticos), 1985-actualidade (leste-europeus, curdos, refugiados)
A prosperidade em geral da Inglaterra tornou-a também um destino da migração econômica particularmente da Irlanda e Escócia. Esta diversidade étnica continua a ter influência no dinamismo da linguagem, usada internacionalmente.

## Língua
O inglês é um dos idiomas mais falados no mundo inteiro, sendo a lingua franca no mundo dos negócios. O inglês é falado em vários países, sendo a língua oficial de países como Canadá, Austrália e África do Sul, entre outros.

## Religião

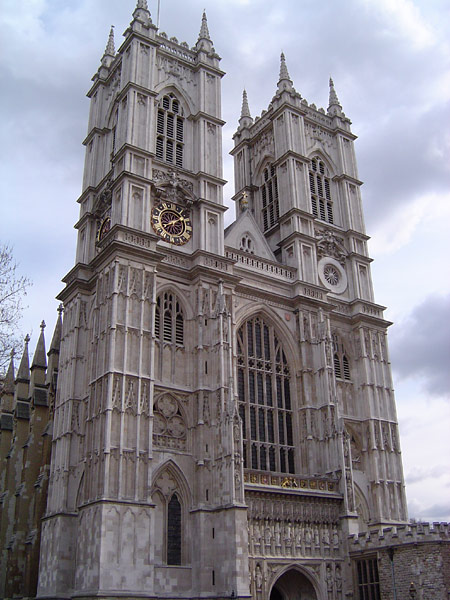
A Abadia de Westminster.

A Igreja Anglicana, que foi separada da Igreja Católica Romana na época da reforma no início do século XVI, é a igreja que representa a religião oficial do Reino Unido, onde o papel do monarca é basicamente cerimonial. O Monarca é a “Autoridade Suprema” da Igreja e nomeia seus dois arcebispos e 42 outros bispos diocesanos. O Arcebispo da Cantuária (em inglês Archbishop of Canterbury) é o líder espiritual da Igreja Anglicana.